# Coupe du monde de cyclo-cross 2020-2021
Navigation
2019-2020 2021-2022
La Coupe du monde de cyclo-cross 2020-2021 est la 28ème édition de la coupe du monde de cyclo-cross qui a lieu du 29 novembre 2020 à Tábor au 24 janvier 2021 à Overijse. En raison de nombreuses annulations liées à la pandémie de Covid-19, elle ne comprend que cinq manches au lieu de quatorze prévues initialement, toutes organisées en Europe. Chacune d'elles fait partie du calendrier de la saison de cyclo-cross masculine et féminine 2020-2021. Pour la première fois, les coureuses de la catégorie juniors possèdent leurs propres courses.
Par rapport à la saison précédente, de nouvelles épreuves font leur apparition : l'Ambiancecross de Termonde, le Druivencross d'Overijse et le Vestingcross à Hulst, ce dernier uniquement pour les seniors. Les manches de Waterloo, Dublin, Coxyde, Besançon, Anvers, Zonhoven, Diegem, Villars-sur-Ollon et Hoogerheide sont annulées en raison de la pandémie de Covid-19. Initialement ouvertes à toutes les catégories, les manches de Namur, Termonde et Overijse ne sont finalement pas organisées pour les juniors et espoirs,.

## Barème
Un nouveau barème est instauré pour cette saison, unique pour toutes les catégories :
| Place  | 1  | 2  | 3  | 4  | 5  | 6  | 7  | 8  | 9  | 10 | 11 | 12 | 13 | 14 | 15 | 16 | 17 | 18 | 19 | 20 | 21 | 22 | 23 | 24 | 25 |
| Points | 40 | 30 | 25 | 22 | 21 | 20 | 19 | 18 | 17 | 16 | 15 | 14 | 13 | 12 | 11 | 10 | 9  | 8  | 7  | 6  | 5  | 4  | 3  | 2  | 1  |

## Calendrier
| # | Date             | Course                              |
| - | ---------------- | ----------------------------------- |
| 1 | 29 novembre 2020 | Tábor (Cyclo-cross de Tábor)        |
| 2 | 20 décembre 2020 | Namur (Cyclo-cross de la Citadelle) |
| 3 | 27 décembre 2020 | Termonde (Ambiancecross)            |
| 4 | 3 janvier 2021   | Hulst (Vestingcross)                |
| 5 | 24 janvier 2021  | Overijse (Druivencross)             |

## Hommes élites

### Résultats
| # | Date             | Lieu                                | Vainqueur              | Deuxième             | Troisième     | Leader du classement général |
| - | ---------------- | ----------------------------------- | ---------------------- | -------------------- | ------------- | ---------------------------- |
| 1 | 29 novembre 2020 | Tábor (Cyclo-cross de Tábor)        | Michael Vanthourenhout | Eli Iserbyt          | Wout van Aert | Michael Vanthourenhout       |
| 2 | 20 décembre 2020 | Namur (Cyclo-cross de la Citadelle) | Mathieu van der Poel   | Wout van Aert        | Tom Pidcock   | Michael Vanthourenhout       |
| 3 | 27 décembre 2020 | Termonde (Ambiancecross)            | Wout van Aert          | Mathieu van der Poel | Toon Aerts    | Wout van Aert                |
| 4 | 3 janvier 2021   | Hulst (Vestingcross)                | Mathieu van der Poel   | Wout van Aert        | Tom Pidcock   | Wout van Aert                |
| 5 | 24 janvier 2021  | Overijse (Druivencross)             | Wout van Aert          | Mathieu van der Poel | Tom Pidcock   | Wout van Aert                |

### Classement général[4]
| Pos. | Coureur                | Équipe                   | TAB | NAM | DEN | HUL | OVE | Points |
| ---- | ---------------------- | ------------------------ | --- | --- | --- | --- | --- | ------ |
| 1    | Wout van Aert          | Jumbo-Visma              | 3   | 2   | 1   | 2   | 1   | 165    |
| 2    | Mathieu van der Poel   | Alpecin-Fenix            | —   | 1   | 2   | 1   | 2   | 140    |
| 3    | Michael Vanthourenhout | Pauwels Sauzen-Bingoal   | 1   | 4   | 4   | 4   | 4   | 128    |
| 4    | Toon Aerts             | Baloise Trek Lions       | 4   | 7   | 3   | 5   | 5   | 108    |
| 5    | Quinten Hermans        | Tormans Cyclo Cross Team | 7   | 5   | 7   | 7   | 9   | 95     |
| 6    | Corné van Kessel       | Tormans Cyclo Cross Team | 6   | 9   | 6   | 10  | 8   | 91     |
| 7    | Tom Pidcock            | Trinity Racing           | 17  | 3   | DNF | 3   | 3   | 84     |
| 8    | Lars van der Haar      | Baloise Trek Lions       | 5   | 6   | DNF | 6   | 6   | 81     |
| 9    | Laurens Sweeck         | Pauwels Sauzen-Bingoal   | 14  | 19  | 5   | 8   | 7   | 77     |
| 10   | Kevin Kuhn             | Tormans Cyclo Cross Team | 9   | 15  | 14  | 16  | 13  | 63     |

## Femmes élites

### Résultats
| # | Date             | Lieu                                | Vainqueur       | Deuxième        | Troisième       | Leader du classement général |
| - | ---------------- | ----------------------------------- | --------------- | --------------- | --------------- | ---------------------------- |
| 1 | 29 novembre 2020 | Tábor (Cyclo-cross de Tábor)        | Lucinda Brand   | Ceylin Alvarado | Denise Betsema  | Lucinda Brand                |
| 2 | 20 décembre 2020 | Namur (Cyclo-cross de la Citadelle) | Lucinda Brand   | Clara Honsinger | Denise Betsema  | Lucinda Brand                |
| 3 | 27 décembre 2020 | Termonde (Ambiancecross)            | Lucinda Brand   | Clara Honsinger | Ceylin Alvarado | Lucinda Brand                |
| 4 | 3 janvier 2021   | Hulst (Vestingcross)                | Denise Betsema  | Lucinda Brand   | Ceylin Alvarado | Lucinda Brand                |
| 5 | 24 janvier 2021  | Overijse (Druivencross)             | Ceylin Alvarado | Lucinda Brand   | Manon Bakker    | Lucinda Brand                |

### Classement général[5]
| Pos. | Coureur         | Équipe                           | TAB | NAM | DEN | HUL | OVE | Points |
| ---- | --------------- | -------------------------------- | --- | --- | --- | --- | --- | ------ |
| 1    | Lucinda Brand   | Baloise Trek Lions               | 1   | 1   | 1   | 2   | 2   | 180    |
| 2    | Ceylin Alvarado | Alpecin-Fenix                    | 2   | 4   | 3   | 3   | 1   | 142    |
| 3    | Denise Betsema  | Pauwels Sauzen-Bingoal           | 3   | 3   | 8   | 1   | 5   | 129    |
| 4    | Clara Honsinger | Cannondale-Cyclocrossworld.com   | —   | 2   | 2   | 6   | 4   | 102    |
| 5    | Blanka Kata Vas | Doltcini-Van Eyck Sport-Proximus | 4   | 5   | 7   | 5   | 9   | 100    |
| 6    | Sanne Cant      | Iko-Crelan                       | 12  | 12  | 6   | 8   | 6   | 86     |
| 7    | Annemarie Worst | 777.be                           | 5   | —   | 5   | 4   | 11  | 79     |
| 8    | Manon Bakker    | Credishop-Fristads               | —   | 14  | 9   | 9   | 3   | 71     |
| 9    | Puck Pieterse   | Alpecin-Fenix                    | 6   | 11  | 23  | 7   | 17  | 66     |
| 10   | Anna Kay        | Starcasino                       | 9   | 7   | 30  | 18  | 7   | 63     |

## Hommes espoirs

### Résultats
| # | Date             | Lieu                                | Vainqueur                                         | Deuxième                                          | Troisième                                         | Leader du classement général |
| - | ---------------- | ----------------------------------- | ------------------------------------------------- | ------------------------------------------------- | ------------------------------------------------- | ---------------------------- |
| 1 | 29 novembre 2020 | Tábor (Cyclo-cross de Tábor)        | Thomas Mein                                       | Ben Turner                                        | Iván Feijoo                                       | Thomas Mein                  |
| 2 | 20 décembre 2020 | Namur (Cyclo-cross de la Citadelle) | Non-organisé en raison de la pandémie de Covid-19 | Non-organisé en raison de la pandémie de Covid-19 | Non-organisé en raison de la pandémie de Covid-19 | Thomas Mein                  |
| 3 | 27 décembre 2020 | Termonde (Ambiancecross)            | Non-organisé en raison de la pandémie de Covid-19 | Non-organisé en raison de la pandémie de Covid-19 | Non-organisé en raison de la pandémie de Covid-19 | Thomas Mein                  |
| 4 | 24 janvier 2021  | Overijse (Druivencross)             | Non-organisé en raison de la pandémie de Covid-19 | Non-organisé en raison de la pandémie de Covid-19 | Non-organisé en raison de la pandémie de Covid-19 | Thomas Mein                  |

### Classement général[6]
| Pos. | Coureur                 | TAB | NAM | DEN | OVE | Points |
| ---- | ----------------------- | --- | --- | --- | --- | ------ |
| 1    | Thomas Mein             | 1   | /   | /   | /   | 40     |
| 2    | Ben Turner              | 2   | /   | /   | /   | 30     |
| 3    | Iván Feijoo             | 3   | /   | /   | /   | 25     |
| 4    | Loris Rouiller          | 4   | /   | /   | /   | 22     |
| 5    | Jakub Říman             | 5   | /   | /   | /   | 21     |
| 6    | Florian Richard Andrade | 6   | /   | /   | /   | 20     |
| 7    | Dario Lillo             | 7   | /   | /   | /   | 19     |
| 8    | Toby Barnes             | 8   | /   | /   | /   | 18     |
| 9    | Rémi Lelandais          | 9   | /   | /   | /   | 17     |
| 10   | Ugo Ananie              | 10  | /   | /   | /   | 16     |

## Femmes espoirs
Bien que participant aux mêmes courses que la catégorie Elite, les espoirs féminines possèdent leur propre classement général.

### Classement général[7]
| Pos.    | Coureur                  | Équipe                           | TAB | NAM | DEN | HUL | OVE | Points |
| ------- | ------------------------ | -------------------------------- | --- | --- | --- | --- | --- | ------ |
| 1 (5)   | Blanka Kata Vas          | Doltcini-Van Eyck Sport-Proximus | 4   | 5   | 7   | 4   | 9   | 100    |
| 2 (8)   | Manon Bakker             | Credishop-Fristads               | —   | 14  | 9   | 9   | 3   | 71     |
| 3 (9)   | Puck Pieterse            | Alpecin-Fenix                    | 6   | 11  | 23  | 7   | 17  | 66     |
| 4 (10)  | Anna Kay                 | Starcasino                       | 9   | 7   | 30  | 18  | 7   | 63     |
| 5 (11)  | Fem van Empel            | Pauwels Sauzen-Bingoal           | —   | 18  | 4   | 10  | 12  | 60     |
| 6 (13)  | Aniek van Alphen         | Credishop-Fristads               | —   | 8   | 16  | 12  | 14  | 54     |
| 7 (22)  | Marion Norbert-Riberolle | Starcasino                       | 20  | 35  | 19  | 24  | 15  | 26     |
| 8 (23)  | Inge van der Heijden     | 777.be                           | 19  | 17  | 24  | 22  | —   | 22     |
| 9 (27)  | Madigan Munro            | Trek Factory Racing              | —   | 19  | 15  | 37  | 27  | 18     |
| 10 (30) | Francesca Baroni         |                                  | 14  | —   | —   | —   | 30  | 12     |

## Hommes juniors

### Résultats
| # | Date             | Lieu                                | Vainqueur                                         | Deuxième                                          | Troisième                                         | Leader du classement général |
| - | ---------------- | ----------------------------------- | ------------------------------------------------- | ------------------------------------------------- | ------------------------------------------------- | ---------------------------- |
| 1 | 29 novembre 2020 | Tábor (Cyclo-cross de Tábor)        | Matěj Stránský                                    | Lorenzo Masciarelli                               | Matyáš Fiala                                      | Matěj Stránský               |
| 2 | 20 décembre 2020 | Namur (Cyclo-cross de la Citadelle) | Non-organisé en raison de la pandémie de Covid-19 | Non-organisé en raison de la pandémie de Covid-19 | Non-organisé en raison de la pandémie de Covid-19 | Matěj Stránský               |
| 3 | 27 décembre 2020 | Termonde (Ambiancecross)            | Non-organisé en raison de la pandémie de Covid-19 | Non-organisé en raison de la pandémie de Covid-19 | Non-organisé en raison de la pandémie de Covid-19 | Matěj Stránský               |
| 4 | 24 janvier 2021  | Overijse (Druivencross)             | Non-organisé en raison de la pandémie de Covid-19 | Non-organisé en raison de la pandémie de Covid-19 | Non-organisé en raison de la pandémie de Covid-19 | Matěj Stránský               |

### Classement général[9]
| Pos. | Coureur                 | TAB | NAM | DEN | OVE | Points |
| ---- | ----------------------- | --- | --- | --- | --- | ------ |
| 1    | Matěj Stránský          | 1   | /   | /   | /   | 40     |
| 2    | Lorenzo Masciarelli     | 2   | /   | /   | /   | 30     |
| 3    | Matyáš Fiala            | 3   | /   | /   | /   | 25     |
| 4    | Matteo Siffredi         | 4   | /   | /   | /   | 22     |
| 5    | Gustav Wang             | 5   | /   | /   | /   | 21     |
| 6    | Matyáš Kopecky          | 6   | /   | /   | /   | 20     |
| 7    | Corran Carrick-Anderson | 7   | /   | /   | /   | 19     |
| 8    | Filippo Agostinacchio   | 8   | /   | /   | /   | 18     |
| 9    | Nathan Smith            | 9   | /   | /   | /   | 17     |
| 10   | Pavel Jindřich          | 10  | /   | /   | /   | 16     |

## Femmes juniors

### Résultats
| # | Date             | Lieu                                | Vainqueur                                         | Deuxième                                          | Troisième                                         | Leader du classement général |
| - | ---------------- | ----------------------------------- | ------------------------------------------------- | ------------------------------------------------- | ------------------------------------------------- | ---------------------------- |
| 1 | 29 novembre 2020 | Tábor (Cyclo-cross de Tábor)        | Zoe Bäckstedt                                     | Marie Schreiber                                   | Lucia Bramati                                     | Zoe Bäckstedt                |
| 2 | 20 décembre 2020 | Namur (Cyclo-cross de la Citadelle) | Non-organisé en raison de la pandémie de Covid-19 | Non-organisé en raison de la pandémie de Covid-19 | Non-organisé en raison de la pandémie de Covid-19 | Zoe Bäckstedt                |
| 3 | 27 décembre 2020 | Termonde (Ambiancecross)            | Non-organisé en raison de la pandémie de Covid-19 | Non-organisé en raison de la pandémie de Covid-19 | Non-organisé en raison de la pandémie de Covid-19 | Zoe Bäckstedt                |
| 4 | 24 janvier 2021  | Overijse (Druivencross)             | Non-organisé en raison de la pandémie de Covid-19 | Non-organisé en raison de la pandémie de Covid-19 | Non-organisé en raison de la pandémie de Covid-19 | Zoe Bäckstedt                |

### Classement général[10]
| Pos. | Coureur             | TAB | NAM | DEN | OVE | Points |
| ---- | ------------------- | --- | --- | --- | --- | ------ |
| 1    | Zoe Bäckstedt       | 1   | /   | /   | /   | 40     |
| 2    | Marie Schreiber     | 2   | /   | /   | /   | 30     |
| 3    | Lucia Bramati       | 3   | /   | /   | /   | 25     |
| 4    | Olivia Onesti       | 4   | /   | /   | /   | 22     |
| 5    | Line Burquier       | 5   | /   | /   | /   | 21     |
| 6    | Karolína Bedrníková | 6   | /   | /   | /   | 20     |
| 7    | Beatrice Fontana    | 7   | /   | /   | /   | 19     |
| 8    | Julia Kopecky       | 8   | /   | /   | /   | 18     |
| 9    | Monique Halter      | 9   | /   | /   | /   | 17     |
| 10   | Tereza Kurnická     | 10  | /   | /   | /   | 16     |